# Tectidrilus probus
Tectidrilus probus är en ringmaskart som beskrevs av Erséus 1991. Tectidrilus probus ingår i släktet Tectidrilus och familjen glattmaskar. Inga underarter finns listade i Catalogue of Life.